# Старая Кетрошика
Старая Кетрошика, Кетрошика Веке (рум. Chetroșica Veche) — село в Единецком районе Молдавии. Наряду с селом Кюрт входит в состав города Купчинь.

## География
Село расположено на высоте 159 метров над уровнем моря.

## Население
По данным переписи населения 2004 года, в селе Старая Кетрошика проживает 817 человек (391 мужчина, 426 женщин).
Этнический состав села:
| Национальность | Число жителей | Процентный состав |
| -------------- | ------------- | ----------------- |
| молдаване      | 702           | 85.92             |
| украинцы       | 81            | 9.91              |
| русские        | 32            | 3.92              |
| прочие         | 2             | 0.24              |
| Всего          | 817           | 100 %             |